# Zelotes gattefossei
Zelotes gattefossei este o specie de păianjeni din genul Zelotes, familia Gnaphosidae, descrisă de Denis în anul 1952.
Este endemică în Morocco. Conform Catalogue of Life specia Zelotes gattefossei nu are subspecii cunoscute.